# Air Nigeria
Air Nigeria (в минулому Nigerian Eagle Airlines і Virgin Nigeria Airways) — флагманська авіакомпанія Нігерії зі штаб-квартирою в Ікеджі (штат Лагос), що працює в сфері регулярних пасажирських авіаперевезень на внутрішніх маршрутах країни і за її межами. Портом приписки авіакомпанії і її головним транзитним вузлом (хабом) є міжнародний аеропорт імені Муртали Мохаммеда в Лагосі
Компанія має власну бонусну програму заохочення часто літаючих пасажирів «Eagleflier».

## Історія
28 вересня 2004 року уряд Нігерії і конгломерат компаній Virgin Group підписали угоду про утворення нової авіакомпанії Virgin Nigeria Airways, 51 % власності якої передавалося інвестиційним інститутам країни, решта 49 % — холдингу Virgin Group. Свій перший комерційний рейс нова компанія виконала 28 червня 2005 року, здійснивши переліт з Лагоса в лондонський аеропорт Хітроу на літаку Airbus A340-300. Virgin Nigeria Airways протягом короткого часу стала однією з найбільших авіакомпаній країни, за два роки перевізши понад 1 млн пасажирів і 4 тис. тонн вантажів. У 2006 році компанія отримала призи «Краща авіакомпанія дня 2006 року» і «Краща африканська авіакомпанія 2006 року» від Асоціації південно-африканських туристичних агентств (ASATA). Керівництво перевізника озвучувало плани щодо організації другого хаба в міжнародному аеропорту імені Ннамді Азіківе (Абуджа) і створення маршрутної мережі регулярних перевезень з двох своїх хабів у всі країни Західної Африки.
У 2007 році Virgin Nigeria Airways пройшла процедуру перереєстрації в Управлінні цивільної авіації Нігерії (NCAA), задовольнивши тим самим вимоги державного органу про необхідність рекапіталізації та повторної реєстрації всіх нігерійських авіакомпаній до 30 квітня 2007 року.

### Продаж акцій Virgin Group і ребрендинг авіакомпанії

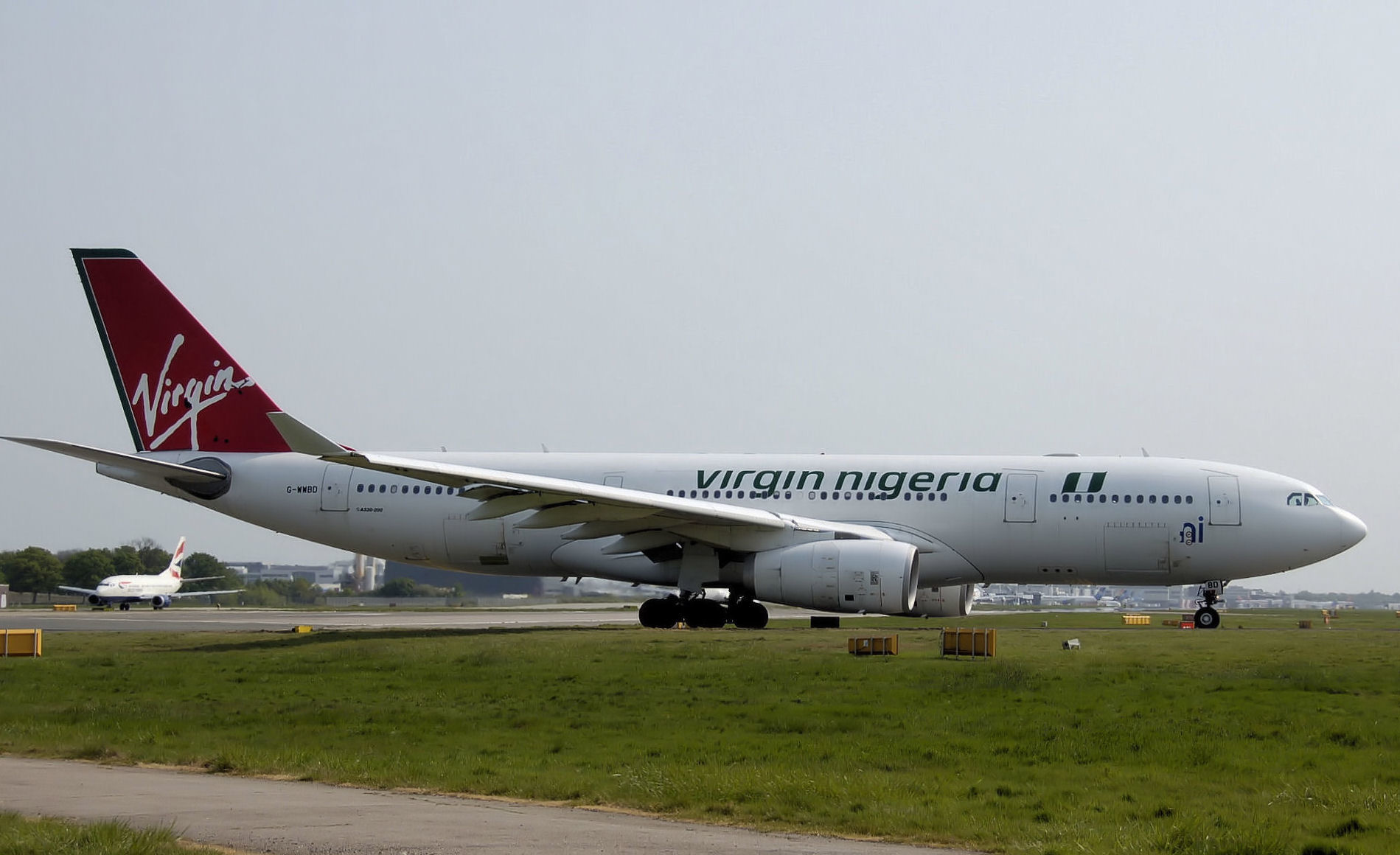
Airbus A330-200 авіакомпанії Virgin Nigeria в лондонському аеропорту Гатвік (Велика Британія, 2007 рік). Лайнер знаходився в лізинг від британської компанії bmi

19 серпня 2008 року керівництво Virgin Atlantic повідомило про початок переговорів з продажу 49 % належних їй акцій авіакомпанії Virgin Nigeria Airways і про розгляд питання доцільності подальшого використання перевізником торгової марки «Virgin». Причиною цієї заяви стало рішення Міністерства транспорту Нігерії перенести всі внутрішні рейси авіакомпанії в міжнародному аеропорту імені Муртали Мохаммеда з міжнародної зони в Термінал 2 внутрішніх авіаліній без погодження з самим перевізником. Virgin Nigeria Airways двічі подавала протест проти рішення чиновників, посилаючись на підписаний з попереднім урядом меморандум про взаєморозуміння, проте Верховний суд Лагоса залишив апеляції компанії без задоволення.
9 січня 2009 року Virgin Nigeria Airways повідомило про припинення з 27 січня всіх далекомагістральних рейсів в лондонський аеропорт Гатвік і в Йоганнесбург.
17 вересня 2009 року керівництво авіакомпанії оголосило про повний ребрендинг, зміну адреси вебсайту компанії і про зміну офіційної назви перевізника на Nigerian Eagle Airlines. Озвучена стратегія оновленої авіакомпанії полягала в зосередженні регулярних перевезень на внутрішніх і регіональних рейсах з подальшим розширенням на регулярні маршрути в країни Європи і в аеропорти Сполучених Штатів Америки.
2 червня 2010 року після придбання контрольного пакету акцій авіакомпанії нігерійський бізнесмен (вже у ролі голови ради директорів) Джимох Ібрагім заявив про чергову зміну офіційної назви перевізника Air Nigeria Development Limited і подальшому ребрендинг всіх напрямків діяльності компанії.

## Партнерські угоди
- Kenya Airways (альянс SkyTeam)[11]
- Delta Air Lines (альянс SkyTeam)[12][13]

## Флот

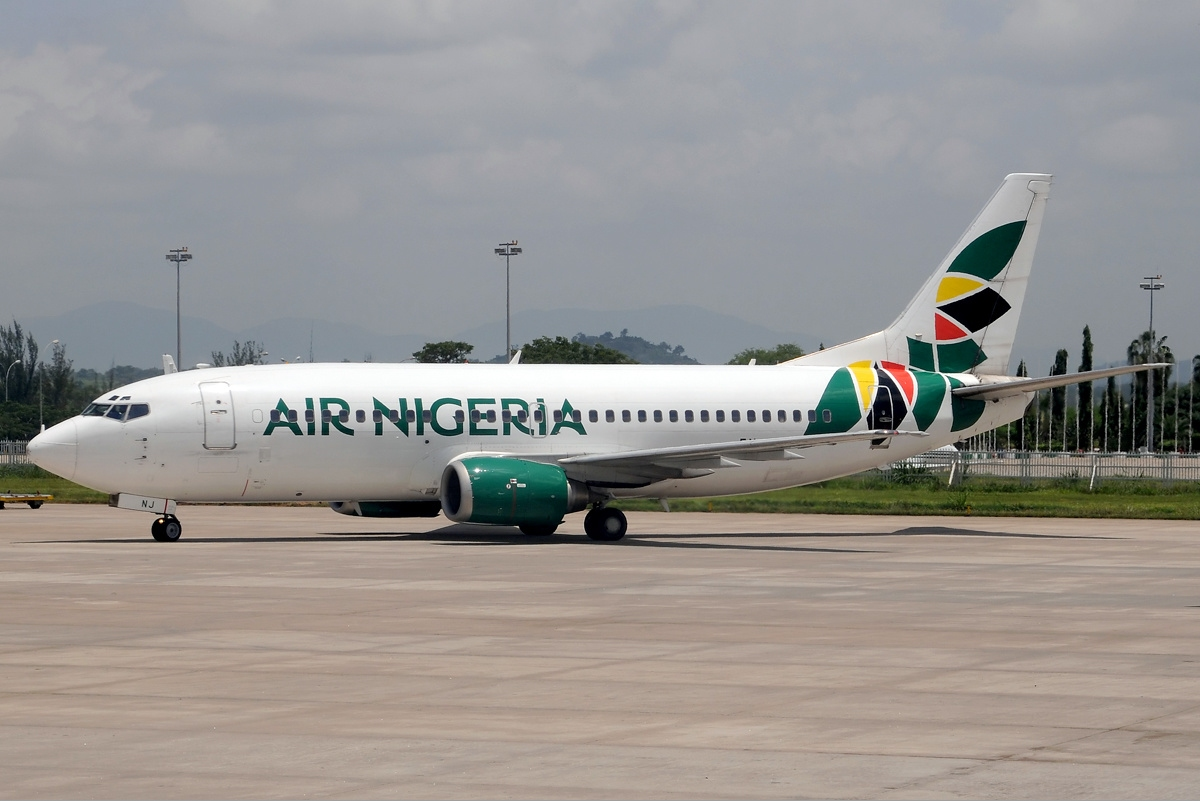
Boeing 737-300 авіакомпанії Air Nigeria в міжнародному аеропорту імені Ннамді Азикиве, Абуджа, 2011 рік

У квітні 2012 року повітряний флот авіакомпанії Air Nigeria становили такі літаки:

### Колишній флот

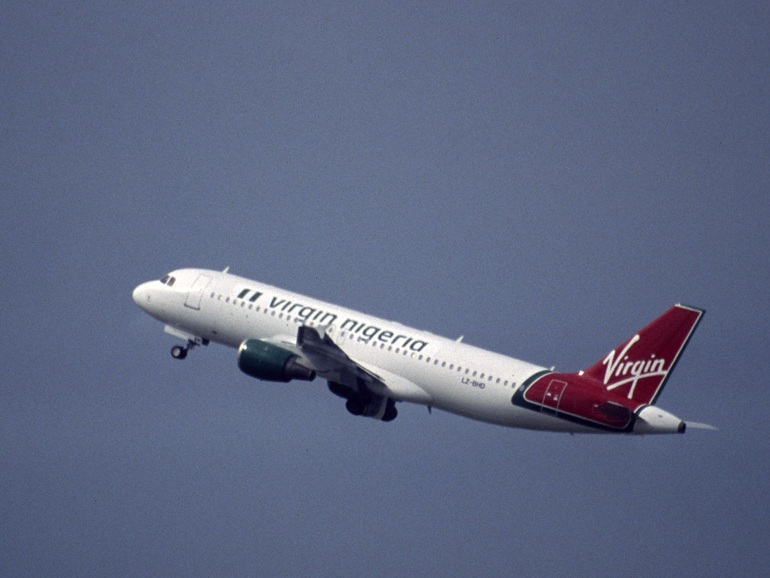
Зліт Airbus A320-211 авіакомпанії Virgin Nigeria Airways з брюссельського аеропорту (Бельгія), 2005 рік. Літак був узятий у лізинг у компанії BH Air

Перед проведенням ребрендингу повітряний флот авіакомпанії Virgin Nigeria складався з таких суден.